# Област Минамиканра
Област Минамиканра (南甘楽郡 Minamikanra-gun), је бивша област која се налази у префектури Гунма, Јапан. Делови савремених градова Такасаки и Фуџиока су раније били у округу. 
Област Минамиканра је име једног од древних округа Провинције Козуке, наведених још у "Шоку Нихонги" 711. године. Модерна област Минамиканра је формирана 7. децембра 1878. године са реорганизацијом Гунма префектуре у округе. Имала је 25 села, којима је директно управљао Шогунат Токугава. Са успостављањем система општина 1. априла, 1889. године област је организована кроз четири села: Михара, Накасато, Камикава, и Уено.
1. априла 1896. године, област је спојена са областима Таго и Мидоно и формирана је област Тано